# Il sergente di legno
Il sergente di legno  (At War with the Army) è un film commedia statunitense del 1950, diretto da Hal Walker e con protagonisti Jerry Lewis e Dean Martin.
Si tratta del terzo film girato insieme dalla coppia Lewis-Martin.

Il film è basato su una commedia musicale di James Allardice del 1949.

## Trama
Vic Puccinelli ed Alvin Korwin sono due amici che vengono chiamati a svolgere il servizio militare: durante la "naja", Vic, che ricopre il grado di sergente, sfrutta l'amico, inferiore di grado, per sottrarsi il più possibile ai propri doveri e dedicarsi a quella che è invece la sua più grande passione, ovvero le donne.